# Шульте, Михаэль
Михаэль Шульте (нем. Michael Schulte; род. 30 апреля 1990, Эккернфёрде, Шлезвиг-Гольштейн) — немецкий
автор-исполнитель, певец, гитарист, аранжировщик.
В 2011 году он занял третье место на кастинг-шоу «Голос Германии», а в феврале 2018 года был единодушно признан лучшим при отборе представителя Германии для поездки в Лиссабон на Евровидение, где занял 4 место.

## Биография
По рассказам самого Михаэля Шульте, до 11 лет он жил с семьёй в северогерманском селении Линдау, которое известно своим раскрывающимся железнодорожным мостом через бухту Шляй. В возрасте семи лет он впервые взял в руки гитару, затем учился играть на пианино, а петь пробовал сразу, как только начал говорить. Собственные песни он сочиняет с десяти лет. Когда ему было одиннадцать, семья переехала в Доллеруп под Фленсбургом, где Михаэль стал учащимся датской гимназии. После получения аттестата зрелости в 2009 году он проходил альтернативную гражданскую службу. Музыка всегда была главной частью его жизни, поэтому он рискнул испытать себя в роли уличного музыканта — однако не там, где многие могли его легко узнать, а в городе Эккернфёрде.
Сценический опыт у Михаэля постепенно накапливался, однако он отказался от приглашения принять участие в телевизионном кастинг-шоу «Германия ищет супер-звезду» на канале RTL Television.
Популярность к нему пришла благодаря Интернету. 4 февраля 2008 года Шульте зарегистрировал свой канал на портале YouTube и сразу выложил на нём видеоклип с кавер-версией первого сингла барбадосской певицы Рианны — «Umbrella». Вдохновлённый неожиданным успехом Михаэль продолжил с помощью веб-камеры создавать и публиковать в сети собственные аранжировки, постепенно приобретая известность. Со временем на своём канале Шульте стал выкладывать клипы, снятые совместно с различными исполнителями, например с Максом Гизингером опубликована кавер-версия песни австралийского певца Готье «Somebody That I Used to Know».
По состоянию на 31 января 2024 года, число подписчиков его YouTube-канала составило 331 тысячу, а число просмотров превысило 138 миллионов.

### Участие в музыкальных конкурсах

#### Голос Германии
Летом 2011 года на Кильской неделе Шульте спел на концерте вместе с известным ирландским гитаристом и певцом Ри Гарви, солистом немецкой поп-рок-группы Reamonn. Ри Гарви входил в состав организаторов первого сезона кастинга «Голос Германии» (2011—2012), где кроме него были Nena, Ксавьер Найду и The BossHoss. Именно Ри Гарви пригласил Михаэля к участию в этом конкурсе. Шульте сначала лидировал, но в итоге занял третье место. Во время финального шоу его дуэт с британским поп-музыкантом Эдом Шираном стал, по признанию Михаэля, воплощением его новых творческих замыслов. Ширан и Шульте не только похожи друг на друга внешне, но и внутренне они оказались близки по своим музыкальным предпочтениям.
В 2020 году Шульте вернулся в кастинг-шоу «Голос Германии», но уже не кандидатом, а онлайн-тренером (англ. Online-Coach Comebackstage). Его порадовала возможность работы с отсеянными претендентами, потому что он хорошо понимает их волнение и готов им помочь вернуться в шоу.

#### Евровидение

Выступления до финала Евровидения-2018
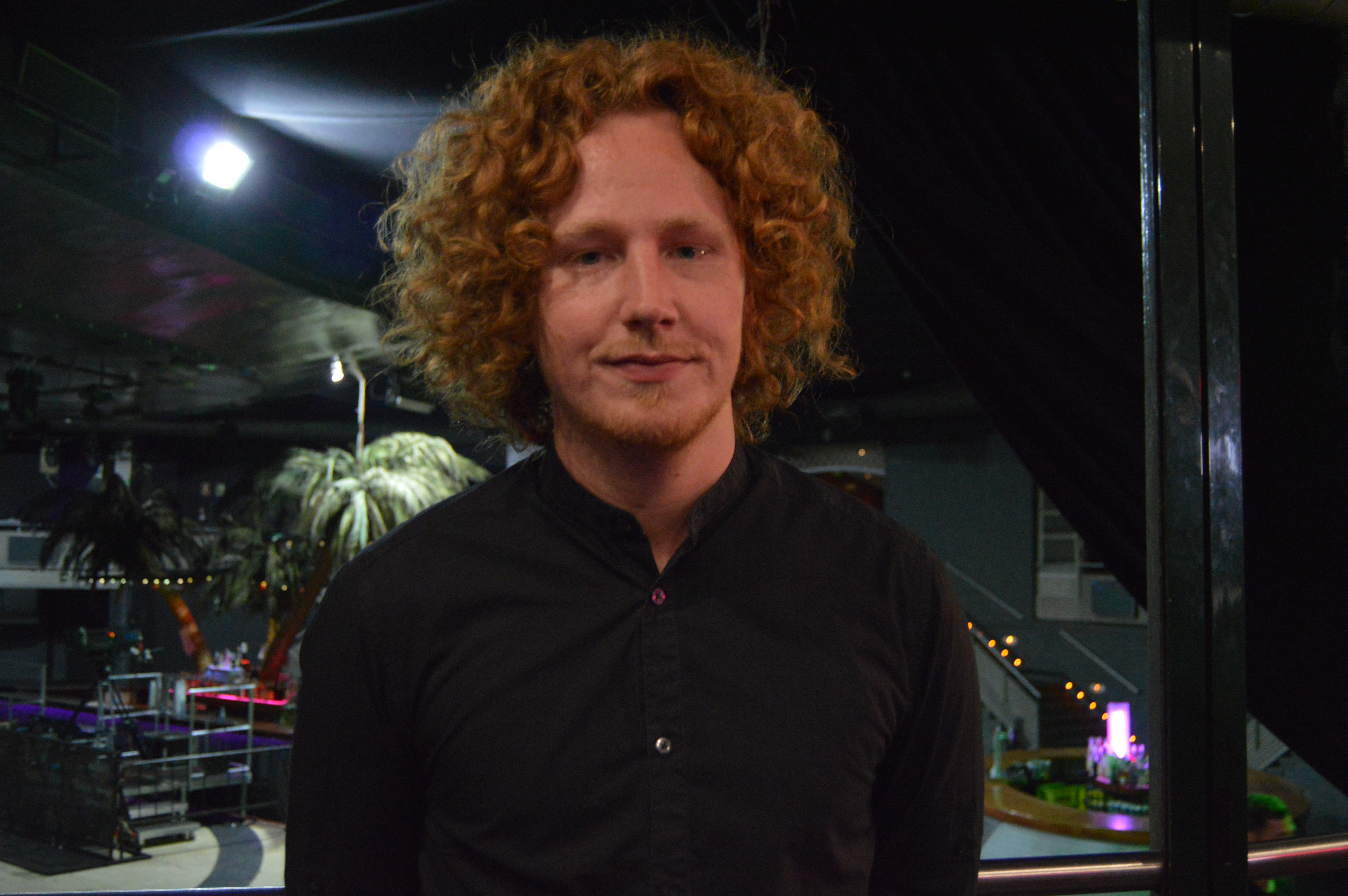
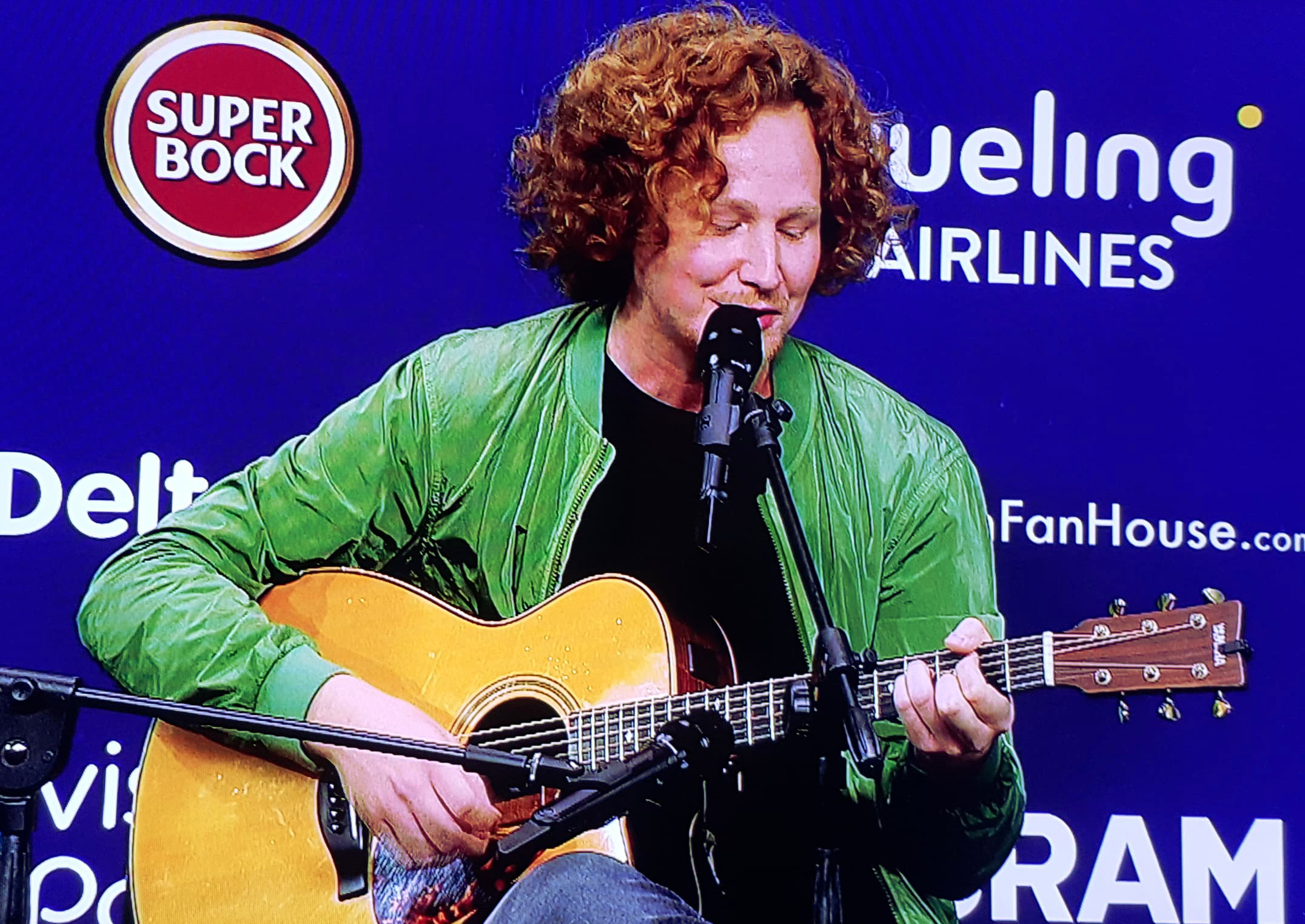
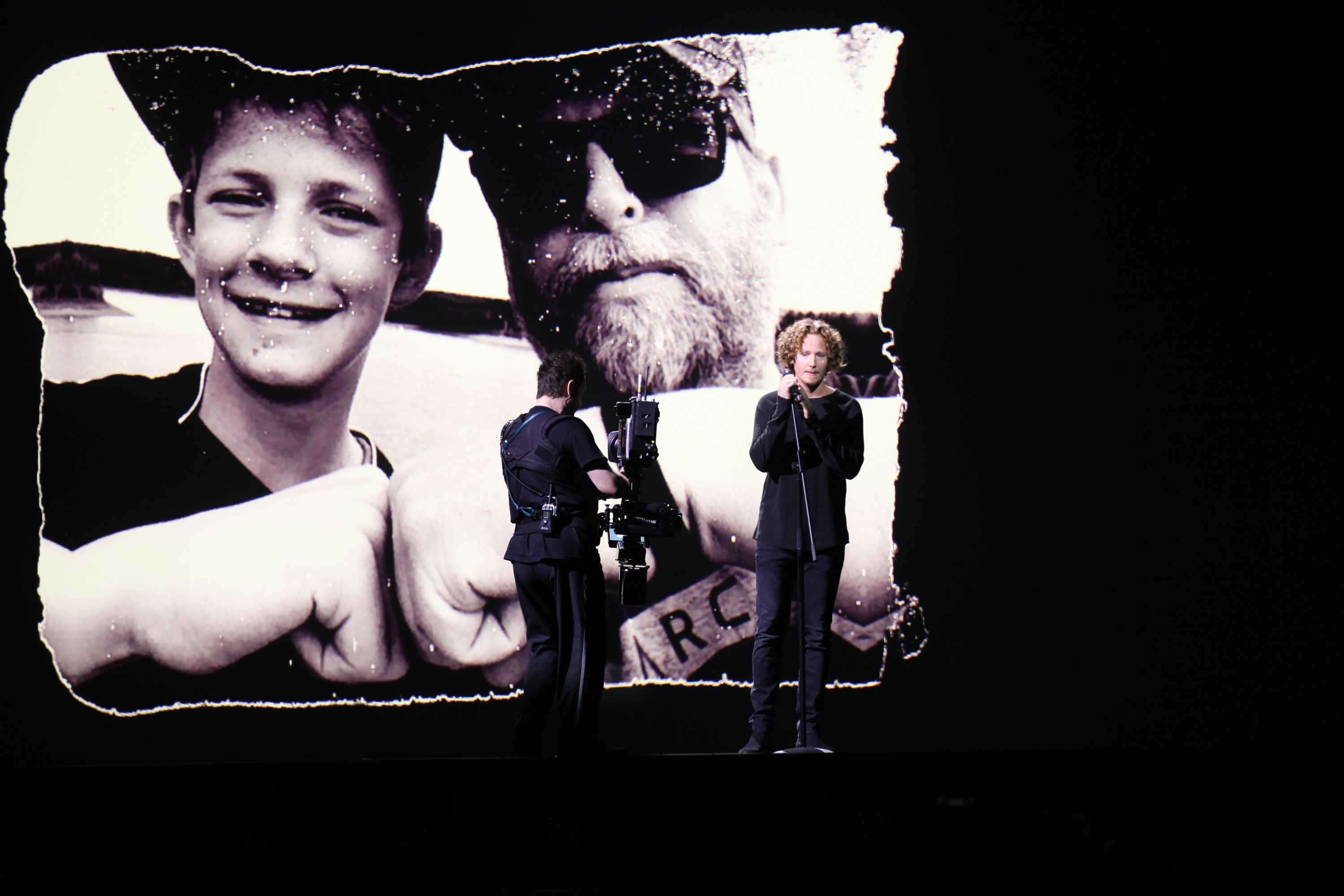

Организатором конкурсного отбора участников от Германии для Евровидения традиционно является ассоциация телерадиокомпаний ARD. 22 февраля 2018 года по первому каналу шла трансляция программы «Наша песня для Лиссабона», в которой принимали участие шесть претендентов. Итог голосования по обновлённым правилам в равной мере складывался из трёх результатов — вотума телезрителей, международного жюри и экспертов Евровидения. По 12 баллов от каждой из трёх оценивающих групп получил Михаэль Шульте за исполнение баллады «You Let Me Walk Alone», посвящённой ушедшему из жизни отцу.
Михаэль, живущий с 2017 года в нижнесаксонском городе Букстехуде, признавался в интервью разным корреспондентам, что характер у него спокойный, что ему нравится жизнь на лоне природы, где можно «под пение птиц, шум ветра и шелест листвы» сочинять свои новые песни, что мегаполисы его никогда не прельщали. Однако он с радостью присоединился к запланированным турне с концертами и презентацией  песни You Let Me Walk Alone в Лондоне, Мадриде, Амстердаме до начала конкурсной программы «Евровидения-2018». На этапе подготовки Михаэль сохранял привычное спокойствие и собирался появиться на финальном выступлении в серых джинсах и чёрной рубашке в соответствии с тональностью его баллады. Он отмечал особую важность личных воспоминаний о родном отце в том числе и потому, что ждёт рождения своего сына. Именно любимый отец, сам игравший на гитаре, научил Михаэля первым аккордам. Старый гитарный ремень отца он бережёт как семейную реликвию.
Прогнозы по поводу выступления Германии в «Евровидении-2018» Шульте высказывал очень осторожно, оглядываясь на последние места в предыдущие годы и надеясь со своей балладой попасть хотя бы в десятку. Независимо от итогов европейского конкурса, Михаэля Шульте заранее включили в программу клубного тура в ноябре 2018 года по немецким городам: Мюнхену, Кёльну, Гамбургу, Берлину.
Результаты «Евровидения-2018» определялись как голосованием национальных жюри (включая страны, не прошедшие в финал), так и выбором телезрителей. Между этими двумя голосованиями заметна разница. По решению профессиональных жюри наибольшее число баллов получили: Австрия — 271, Швеция — 253, Израиль — 212, Германия — 204, Кипр — 183. У телезрителей по количеству баллов в пятёрку вошли: Израиль, Кипр, Италия, Чехия, Германия. По сумме баллов в двух голосованиях лучшими стали: Израиль — 529, Кипр — 436, Австрия — 342, Германия — 340, Италия — 308.
Комментаторы СМИ назвали неожиданным и даже сенсационным 4-е место Михаэля Шульте. Сам музыкант признался, что с детства был поклонником европейского конкурса песни.
Международный успех в Лиссабоне сделал Михаэля Шульте знаменитостью в Букстехуде. 18 мая 2018 года бургомистр Катя Ольденбург-Шмидт (нем. Katja Oldenburg-Schmidt) поздравила певца на торжественном приёме в старинной ратуше, где он расписался в золотой книге города и с балкона, поблагодарив зрителей, спел им фрагменты из своих баллад и пригласил на концерт 13 октября 2018 года.
19 мая 2018 года журнал «stern» поместил в рубрике «Высказывание дня» (нем. Spruch des Tages) слова певца: «Подать заявку на германский предварительный отбор было одним из лучших решений моей жизни. ESC стал огромным приключением и временем, которое я никогда не забуду». Михаэль Шульте пояснил также, где найти формуляр заявки на отбор от Германии для Евровидения-2019.
На финальном концерте Евровидения-2021 Михаэль Шульте в дуэте с Зои Уиз исполнил свою песню 2018 года You Let Me Walk Alone.  Шульте остаётся одним из самых популярных сольных исполнителей Германии и через пять лет после своего успеха в Лиссабоне. Выход его нового альбома «Remember Me» запланирован на сентябрь-2023. 

### Семья и продолжение музыкальной карьеры
Через месяц после выступления на Евровидении в городе Букстехуде состоялась свадьба Михаэля Шульте и его невесты Катарины Майер (нем. Katharina Mayer). Свидетелем со стороны жениха был его друг, известный музыкант Макс Гизингер.
17 августа 2018 года у Михаэля и Катарины родился первенец, которого назвали Луис (нем. Luis).
24 июня Михаэль Шульте с гитарой участвовал в музыкальном завершении Кильской недели 2018 года, где собралось более трёх миллионов зрителей.
После рождения первенца Шульте записал новую песню «Никогда не подведу» (англ. Never Let You Down), продолжающую тему общения отцов и сыновей.
16 ноября 2018 года в берлинском «Театре на Потсдамской площади» состоялось 70-е, начиная с 1948 года, торжественное вручение телевизионной премии «Bambi». По результатам общественного голосования (нем. Publikumswahl), приз получил Михаэль Шульте, опередивший в этой номинации Майка Сингера, Нико Сантоса и Лиа
.
В День германского единства 3 октября 2019 года Михаэль Шульте дал бесплатный концерт на площади в Киле. Его тур по Германии с новым альбомом «Highs & Lows» был запланирован на март 2020 года.
12 марта 2021 года у семейной пары родился второй сын, которому дали имя Ленни (нем. Lenny). При объявлении этой новости Михаэль сказал, подмигивая — как раз к выпуску нового сингла «Stay» .
В феврале 2023 года Михаэль Шульте находится в чартах вместе с Максом Гизингером с песней «More to this life».

## Дискография

### Альбомы
(В скобках указано время публикации)
- All the Waves (11.03.2011)
- Acoustic Cover — Live, Vol. 1 (06.05.2011)
- Acoustic Cover — Live, Vol. 2 (08.07.2011)
- Berlin Sessions (02.12.2011)
- Acoustic Cover — Live, Vol. 3 (27.07.2012)
- Wide Awake (28.09.2012; DE: #54)
- Grow Old with Me (EP- 21.12.2012)
- My Christmas Classics (22.11.2013)
- Thoughts (EP- 16.05.2014)
- The Arising (3.10.2014; DE: #81)
- Hold the Rhythm (28.04.2017)

### Синглы
| Год  | Название              | Рейтинги    | Рейтинги    | Рейтинги     | Примечания                                                                          |
| Год  | Название              | Германия DE | Австрия AT  | Швейцария CH | Примечания                                                                          |
| ---- | --------------------- | ----------- | ----------- | ------------ | ----------------------------------------------------------------------------------- |
| 2012 | Creep                 | 62 (1 нед.) | —           | —            | Публикация: 6 января 2012 (только цифровая дистрибуция)                             |
| 2012 | Video Games           | 66 (1 нед.) | —           | —            | Публикация: 27 января 2012 (только цифровая дистрибуция)                            |
| 2012 | Carry Me Home         | 8 (5 нед.)  | 30 (3 нед.) | 25 (3 нед.)  | Публикации: 3 февраля 2012 (только цифровая дистрибуция); 10 февраля 2012 (CD)      |
| 2018 | You Let Me Walk Alone | 27 (1 нед.) | —           | —            | Публикация: 20 февраля 2018 В программе «Наша песня для Лиссабона» Евровидение-2018 |

### Другие публикации
- 2010: Душа путешественника (Soul Traveler)
- 2011: Она (She)
- 2011: Слёзы (Tears)
- 2011: Хорошие времена (Good Times)
- 2011: Последнее Рождество (Last Christmas)
- 2012: Без тебя (Ohne Dich)
- 2012: Прыгать, прежде чем упасть (Jump Before We Fall)
- 2014: Камень и ножницы (Rock and Scissors)
- 2015: Индиго (Indigo, feat. «Fewjar»)
- 2016: Запомнить вчера (Remember Yesterday, «Alle Farben» & Perttu)
- 2015: Кармин (Carmine, feat. «Fewjar»)
- 2017: Конец моих дней (End of My Days)

## Фильмография (выборочно)
- 2017: роль Михи (нем. Micha) в немецкой комедийной скетч-телесерии «Неоманьяки»[нем.][48]
- 2018: роль Альберта (нем. Albert) в музыкальной драме «Дети мёртвого города»[нем.][49]